# Ceratiola ericoides
Ceratiola ericoides är en ljungväxtart som beskrevs av André Michaux. Ceratiola ericoides ingår i släktet Ceratiola och familjen ljungväxter. Inga underarter finns listade i Catalogue of Life.

## Bildgalleri

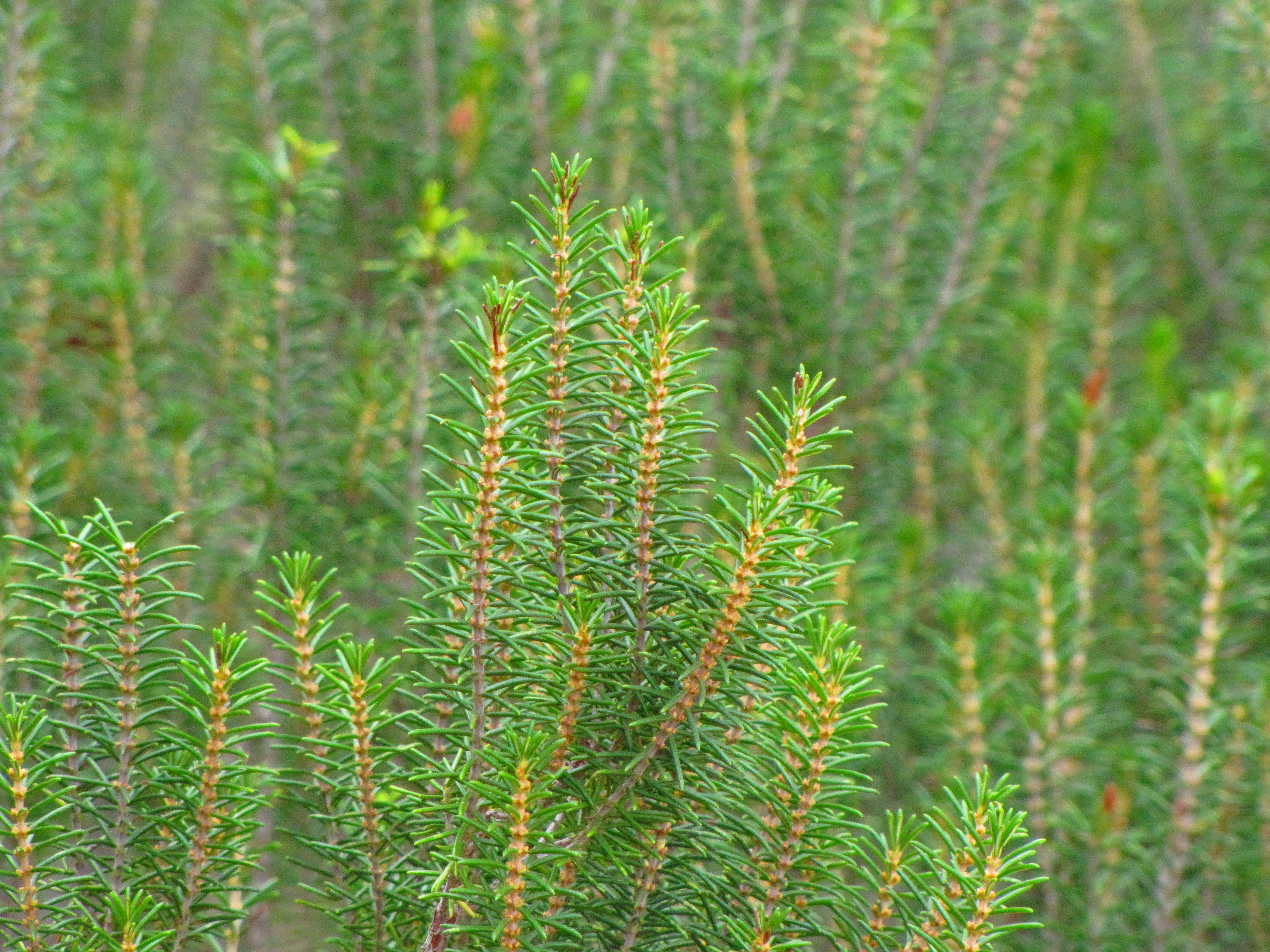
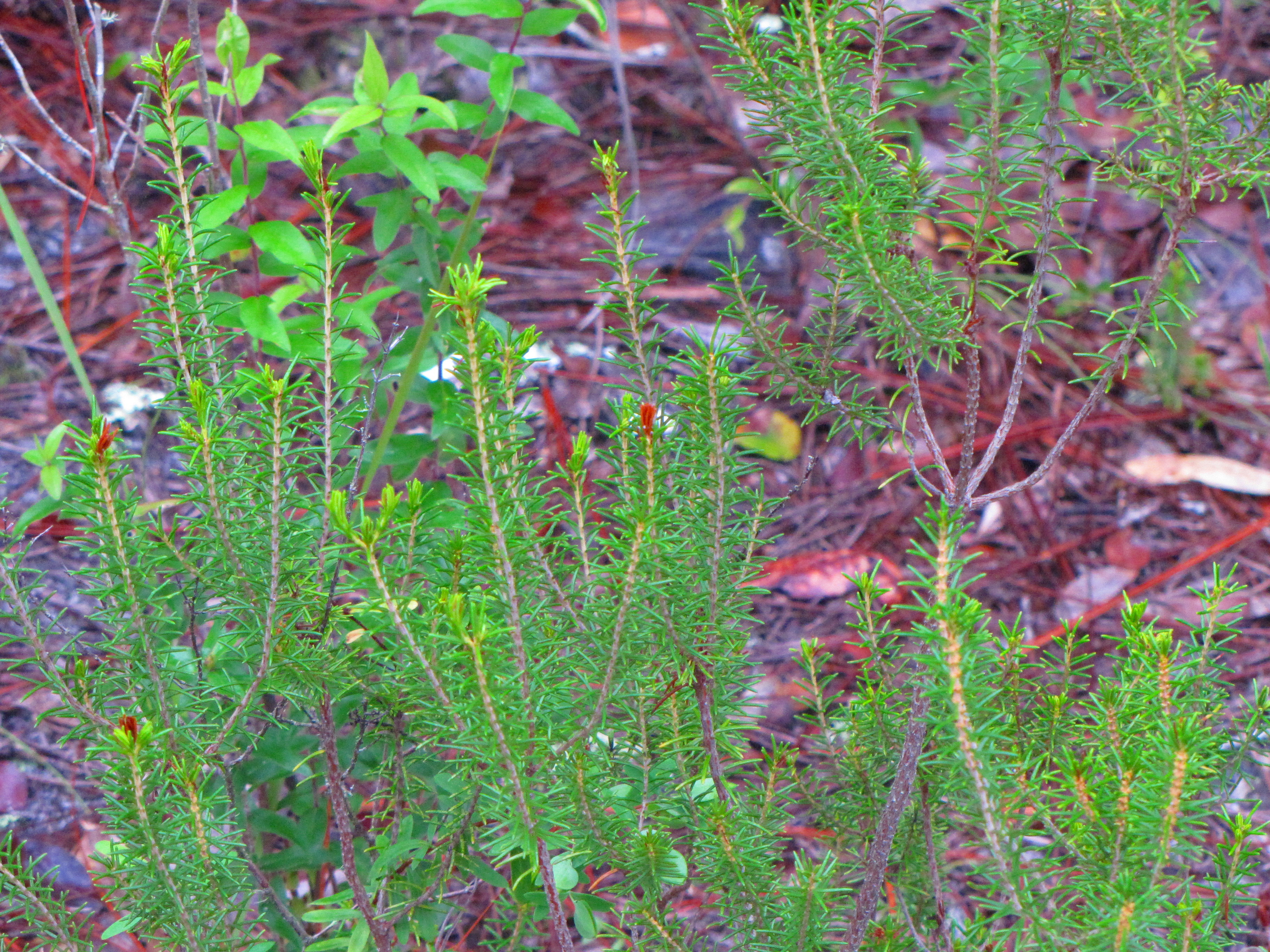
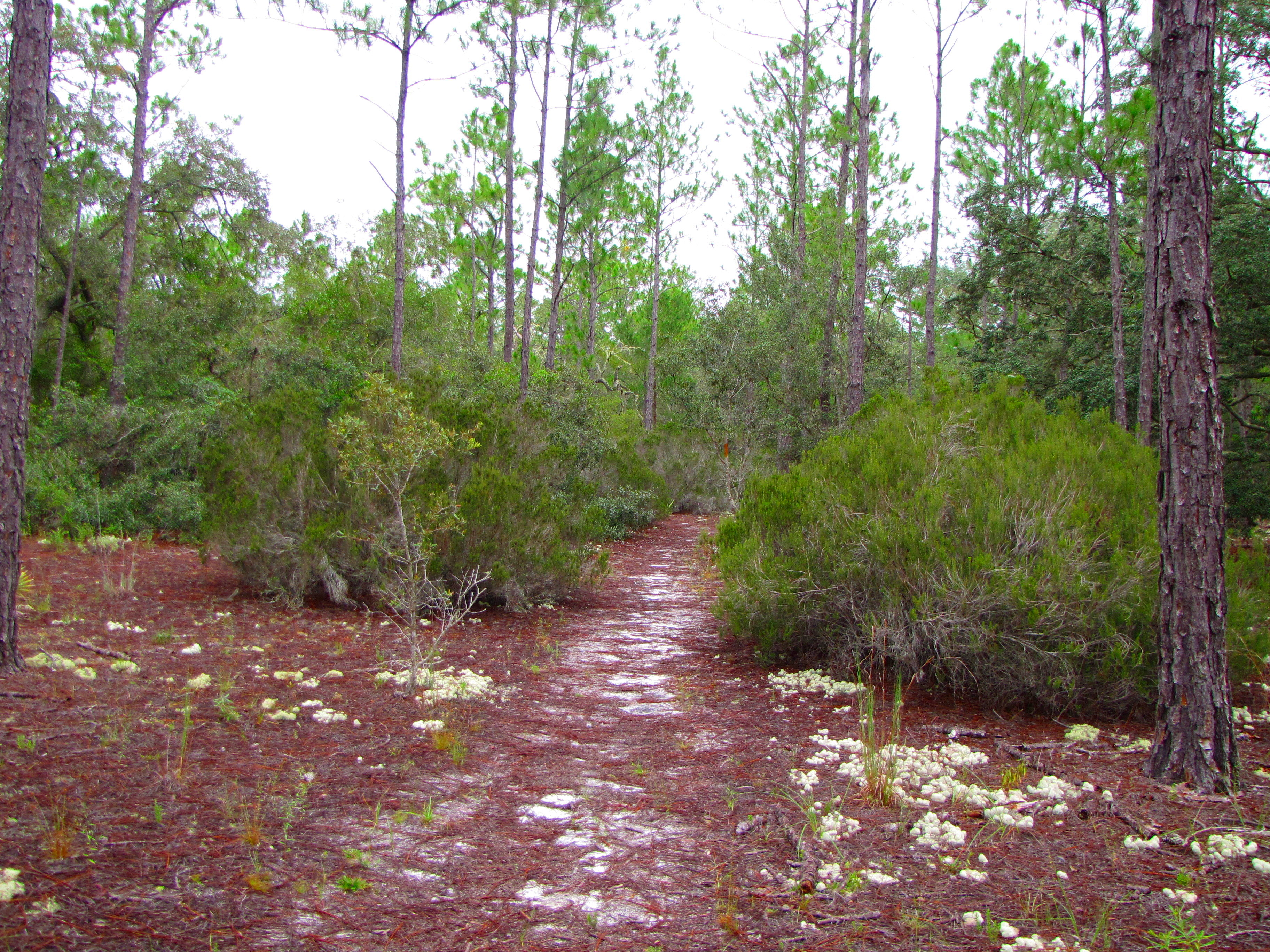
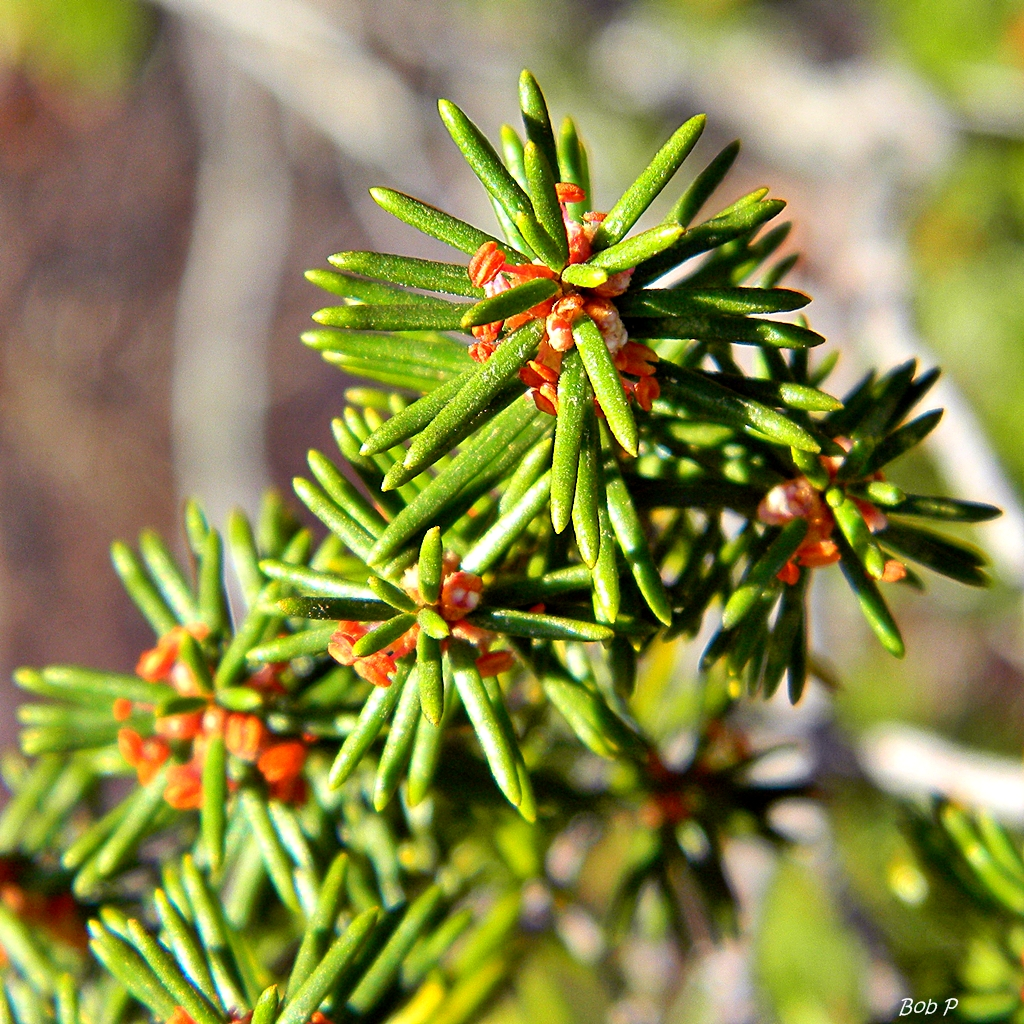
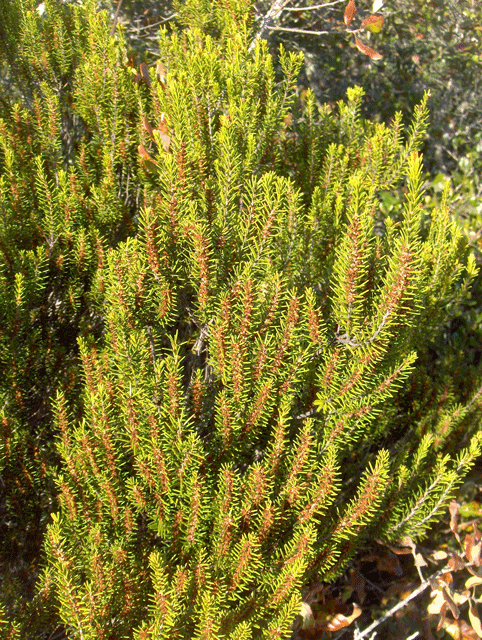
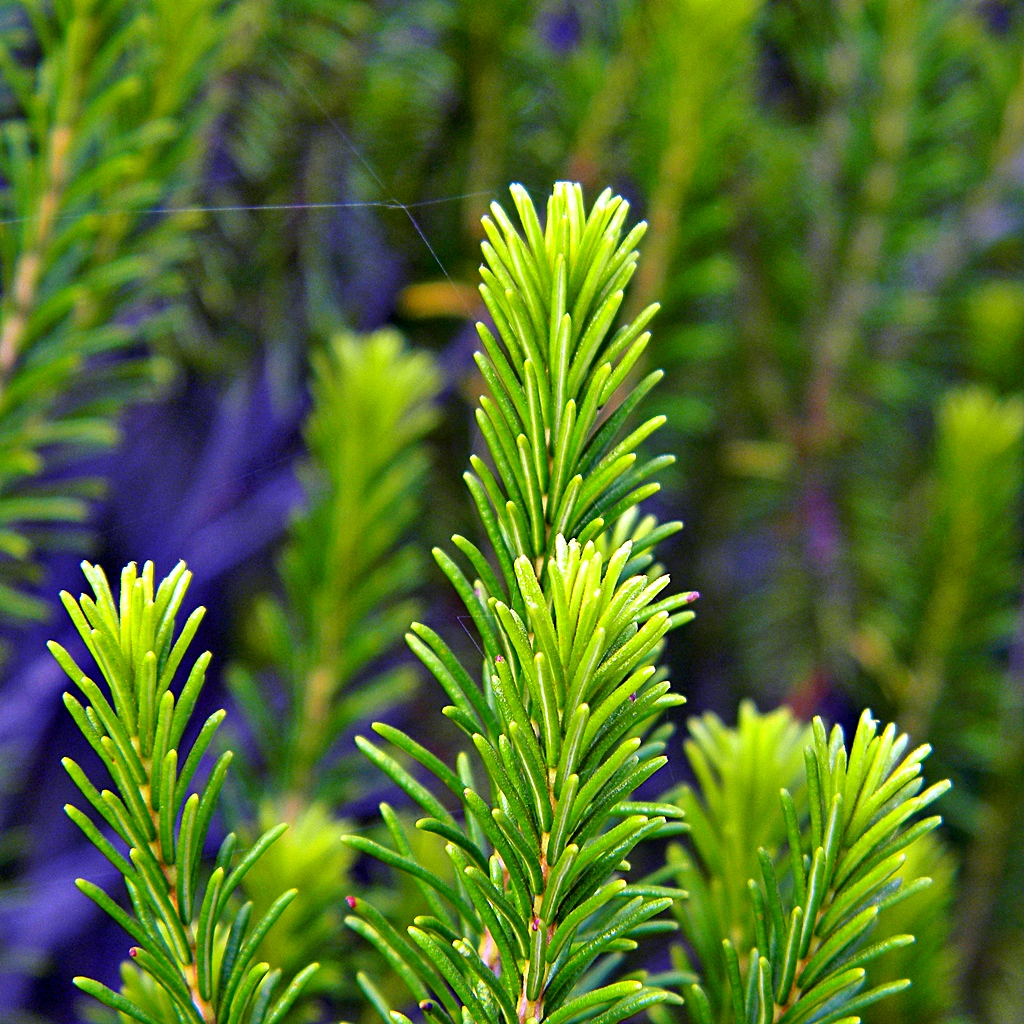